# Marek Dopierała
Marek Franciszek Dopierała, född den 30 juli 1960 i Bielsko-Biała, Polen, är en polsk kanotist.
Han tog OS-silver i C-2 500 meter och OS-brons i C-2 1000 meter i samband med de olympiska kanottävlingarna 1988 i Seoul.